# Gnamptogenys menozzii
Gnamptogenys menozzii é uma espécie de formiga do gênero Gnamptogenys.